# Füzesgyarmat vasútállomás
Füzesgyarmat vasútállomás egy Békés vármegyei vasútállomás, Füzesgyarmat településen, a MÁV üzemeltetésében. A település északnyugati szélén található, közúti elérését a 4206-os útból kiágazó 42 333-as számú mellékút biztosítja.

## Vasútvonalak
Az állomást az alábbi vasútvonalak érintik:
- Kötegyán–Püspökladány-vasútvonal

## Kapcsolódó állomások
A vasútállomáshoz az alábbi állomások vannak a legközelebb:
- Füzesgyarmatfürdő megállóhely (Kötegyán–Püspökladány-vasútvonal)
- Biharnagybajom vasútállomás (Kötegyán–Püspökladány-vasútvonal)

## Forgalom
| Járat        | Útvonal | Gyakoriság     |
| ------------ | --- | -------------- |
| személyvonat | Püspökladány – Püspökladány-Vásártér – Hosszúhát – Szerep – Sárrétudvari – Biharnagybajom – Füzesgyarmat – Füzesgyarmatfürdő – Szeghalom (– Vésztő) | Kb. 2 óránként |